# Poolse strip

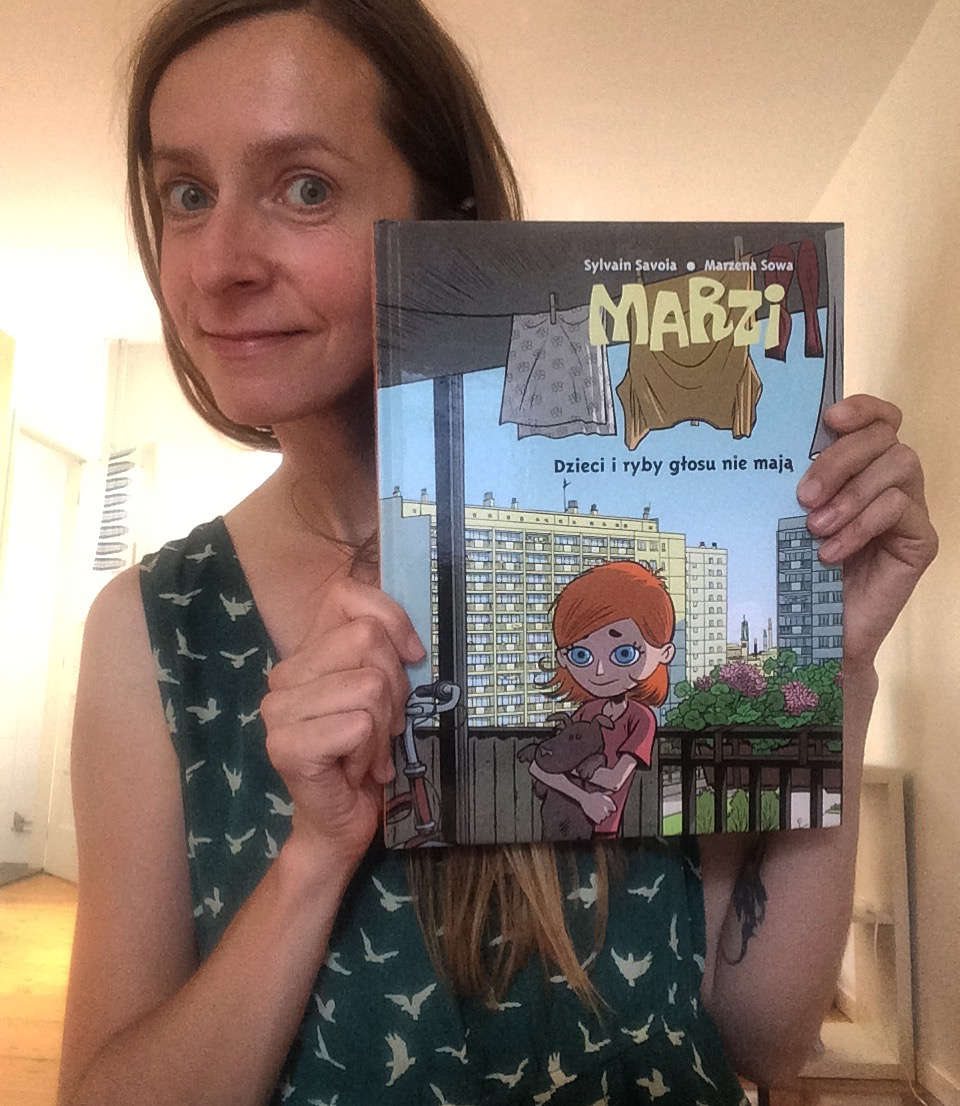
Marzena Sowa (Marzi)

De Poolse strip (Pools: komiks, historyjki obrazkowe of kolorowe zeszyty) is het geheel van beeldverhalen gemaakt door Poolse auteurs en beeldverhalen bestemd voor Poolse markt. Buiten de landsgrenzen zijn Poolse strips weinig bekend, maar enkele Poolse stripmakers die in het buitenland werken, genieten wel bekendheid. Grzegorz Rosiński, Zbigniew Kasprzak (Kas) en Marzena Sowa (Marzi) werken voor de Franstalige stripmarkt en Szymon Kudrański en Piotr Kowalski voor de Engelstalige.

## Begin

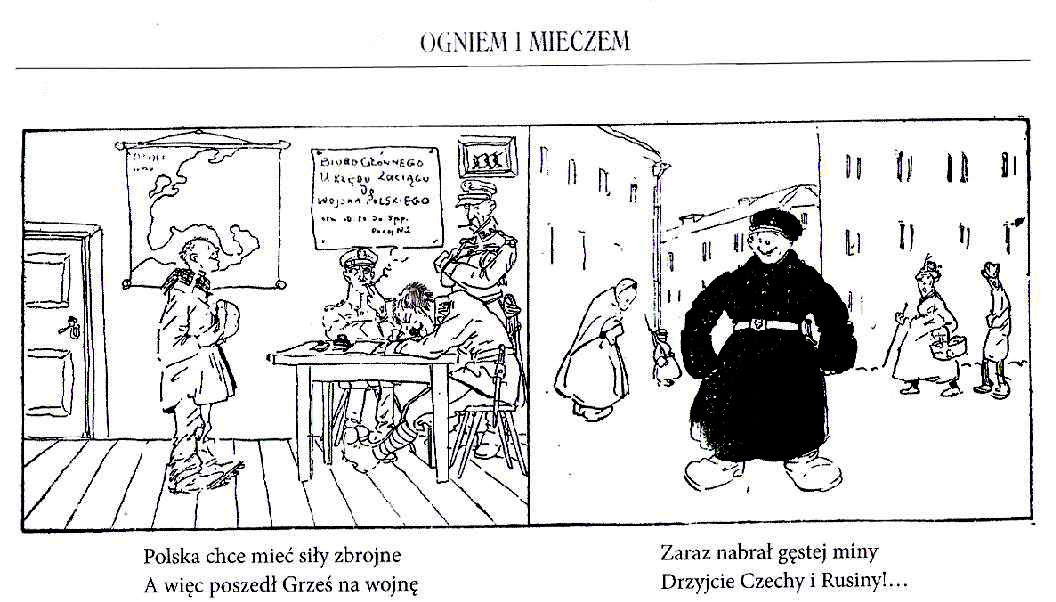
De avonturen van de gekke Grzes van Kamil Mackiewicz (1919)

Na de Poolse onafhankelijkheid (1918) en het ontstaan van een vrije pers, ontstonden ook de eerste krantenstrips. Dit waren nog beeldverhalen zonder tekstballonnen maar met onderschriften. Bekende titels zijn Te vuur en te zwaard, of de avonturen van de gekke Grzes (Ogniem i mieczem, czyli przygody szalonego Grzesia) en De avonturen van de werkloze Frącek (Przygody bezrobotnego Frącka). De bekendste vooroorlogse stripmakers waren Marian Walentynowicz en Kornel Makuszyński, met hun strips voor kinderen De avonturen van Koziołek Matołek en Fiki-Miki de aap (Przygody Koziołka Matołka i małpki Fiki-Miki) en Bok Matoek.

## Gouden tijdperk van de kinderstrip
Na de Tweede Wereldoorlog en de communistische machtsovername duurde het even voor er weer strips verschenen op de Poolse markt. Het medium strip werd met argwaan bekeken door de machthebbers, maar begin jaren 1950 verschenen er toch terug strips in de Poolse kranten. Janusz Christa tekende met veel succes de komische avonturen van twee kale matrozen, Kajtek en Koko en de avonturen van twee strijders tegen het kwaad, Kajko en Kokosz. Een andere grote naam was Henryk Jerzy Chmielewski met zijn stripreeks Tytus, Romek en A’Tomek over de avonturen van twee scouts en een chimpansee. Andere bekende stripmakers waren Szarlota Pawel met De avonturen van Kleks (Przygody Kleksa), over een blauw wezen dat in een inktpot woont, en Tadeusz Baranowski.
Er kwamen ook tijdschriften met veel strips: Świat Młodych (Jeugdwereld) voor de jongsten en Relax voor tieners. 
Vanaf de jaren 1960 zag de overheid het potentieel van strips voor propagandadoeleinden en stripalbums die de goedkeuring van het regime kregen werden in grote oplagen verkocht. Sommige strips waren zelfs pure propaganda voor het communistische regime, zoals Kapitein Żbik (Kapitan Żbik) en Helikopterpiloot (Pilot śmigłowca), waarvoor de jonge Rosiński nog heeft getekend.

## Jaren 80 en 90
Vanaf de jaren 1980 kwam er ook ruimte voor meer volwassen strips. Het maandblad Fantastyka bracht sciencefiction- en fantasystrips en kreeg al snel navolging van andere stripbladen. Bekende strips waren Funky Koval en Wiedźmin, waarin geweld en seks niet werden geschuwd.
Na de val van het communisme brak een moeilijke tijd aan voor Poolse stripmakers. Er verschenen volop publicaties in kleine oplagen (AQQ, Superboom, Awantura) maar de markt werd nu gedomineerd door buitenlandse strips. 

## Na 2000
Pas rond het millennium kwam er verbetering en een bepalende factor was het nieuwe striptijdschrift Produkt dat kansen gaf aan Poolse stripauteurs. In dit blad verscheen bijvoorbeeld Osiedle Swoboda  een strip over het leven de Poolse jeugd in communistische flatgebouwen. Nieuwe namen verschenen op de scène, zoals Mateusz Skutnik, Michał Śledziński, Karol Kalinowski, Krzysztof Gawronkiewicz, Marcin Podolec, Jacek Świdziński, Michał Rzecznik, en Tomasz Leśniak en Rafal Skarżycki met George de egel.